# اشتباكات مرتفعات قره باغ 2023
وقعت اشتباكات في مرتفعات قره باغ في الفترة ما بين 19 و20 سبتمبر 2023، حيث بدأت أذربيجان هجومًا عسكريًا ضد آرتساخ الانفصالية المعلنة ذاتيًا. وقع الهجوم في منطقة ناجورنو كاراباخ المتنازع عليها، والتي يُعترف بها دوليا كجزء من أذربيجان، ويسكنها الأرمن. وقعت الهجمات في خضم أزمة متصاعدة ناجمة عن حصار أذربيجان لآرتساخ، مما أدى إلى ندرة كبيرة في الإمدادات الأساسية مثل الغذاء والدواء والسلع الأخرى في المنطقة المتضررة.
صرَّح المكتب الرئاسي لناجورنو كاراباخ إنه بعد يوم واحد من بدء الهجوم، في 20 سبتمبر، جرى التوصل إلى اتفاق بشأن وقف كامل للأعمال العدائية في ناجورنو كاراباخ بوساطة قيادة حفظ السلام الروسية في ناجورنو كاراباخ. وقالت أذربيجان أنه سيُعقد اجتماع مع ممثلي آرتساخ في 21 سبتمبر في يفلاخ.

## تمهيد
الصراع في ناجورنو كاراباخ هو صراع عرقي وإقليمي بين أرمينيا وأذربيجان على منطقة ناجورنو كاراباخ. حيث تطالب جمهورية آرتساخ الانفصالية بمنطقة ناجورنو كاراباخ بالكامل وتسيطر عليها جزئيًا، ولكن المنطقة يُعترف بها دوليًا كجزء من أذربيجان. وتسيطر أذربيجان بحكم الأمر الواقع على ثلث منطقة ناجورنو كاراباخ بالإضافة إلى المناطق السبع المحيطة بها.
تصاعد الصراع في عام 1988، عندما طالب أرمن كاراباخ بنقل المنطقة من أذربيجان السوفيتية إلى أرمينيا السوفيتية، مما أدى إلى اندلاع حرب ناجورنو كاراباخ الأولى. في أواخر عام 2020، أسفرت حرب ناجورنو كاراباخ الثانية واسعة النطاق عن سقوط آلاف الضحايا وانتصار أذربيجاني كبير. ثم جرى التوصل إلى هدنة بموجب اتفاق ثلاثي لوقف إطلاق النار في 10 نوفمبر، مما أدى إلى خسارة أرمينيا وأرتساخ للأراضي المحيطة بناجورنو كاراباخ بالإضافة إلى ثلث ناجورنو كاراباخ نفسها. استمرت انتهاكات وقف إطلاق النار في ناغورنو كاراباخ وعلى الحدود الأرمينية الأذربيجانية بعد حرب 2020، مع وقوع خسائر متقطعة ولكن مستمرة.
ساعدت روسيا في التوسط للتوصل إلى اتفاق في 9 نوفمبر 2020، لإنهاء الحرب التي استمرت ستة أسابيع بعد عدة محاولات فاشلة من قبل روسيا وفرنسا والولايات المتحدة للتفاوض على هدنة. ولم يتبق سوى جزء صغير من قره باغ لأرمينيا، واستعادت أذربيجان معظم الأراضي التي فقدتها قبل عشرين عامًا. أنشأ الاتفاق أيضًا ممر لاتشين، وهو امتداد قصير من الأرض لاستخدامه كطريق عبور بين أرمينيا وجمهورية آرتساخ غير المُعترف بها وتشرف عليه قوات حفظ السلام الروسية.
منذ حرب 2020، ألغت أذربيجان عرضها بالوضع الخاص أو الحكم الذاتي لسكانها الأرمن الأصليين، وأصرت بدلاً من ذلك على "دمجهم" في أذربيجان.
منذ ديسمبر 2022، تفرض أذربيجان حصارًا على جمهورية آرتساخ من العالم الخارجي. سيطرت الحكومة الأذربيجانية على الأراضي المحيطة بممر لاتشين، وأغلقت الطرق الالتفافية البديلة، وأقامت نقطة تفتيش عسكرية.
صرَّحت أذربيجان أن أفعالها تهدف إلى منع نقل الأسلحة والموارد الطبيعية؛ وأن هدفها هو "دمج" آرتساخ في أذربيجان، على الرغم من معارضة السكان، وهددت بعمل عسكري إذا لم يتم حل حكومة آرتساخ.

## الأحداث

### 19 سبتمبر
في 19 سبتمبر 2023، شنت أذربيجان هجومًا واسع النطاق على آرتساخ. وذكرت وزارة الدفاع الأذربيجانية أنها تقوم "بأنشطة محلية لمكافحة الإرهاب"، وذكرت أن الألغام الأرضية الأرمنية تسببت في مقتل اثنين من المدنيين الأذربيجانيين وأربعة من رجال الشرطة. وطالبت الوزارة بنزع سلاح وانسحاب جميع الجنود من أصل أرمني، وكذلك الاستسلام غير المشروط وحل جمهورية آرتساخ. وانتهى البيان بإشعار بإبلاغ وحدة حفظ السلام الروسية ومركز المراقبة التركي الروسي بالأنشطة الجارية، لكن روسيا نفت ذلك، وأضافت أن قوات حفظ السلام التابعة لها لم يجري إبلاغها بالأمر إلا قبل "بضع دقائق" من ذلك.
وذكرت أذربيجان أنه لم يُهاجَم أي مواقع مدنية بالأسلحة، لكن كان من الواضح أن الضربات نُفذت على مقربة من المدن الكبيرة والمناطق المكتظة بالسكان. وقالت أذربيجان إنها أقامت "ممرات إنسانية ونقاط استقبال على طريق لاتشين وفي اتجاهات أخرى" من شأنها "ضمان إجلاء السكان من المنطقة الخطرة". وجرى توزيع هذه الإعلانات عبر الرسائل النصية القصيرة والمنشورات ووسائل التواصل الاجتماعي.
عرضت قيادة ناجورنو كاراباخ التفاوض مع أذربيجان بعد أن شنت هجومها العسكري. وقال في بيان صدر في وقت متأخر بعد الظهر إن "جانب كاراباخ يناشد الجانب الأذربيجاني الوقف الفوري للأعمال العدائية والجلوس إلى طاولة المفاوضات بهدف تسوية الوضع". ورد مكتب الرئيس الأذربيجاني إلهام علييف بالقول إنه مستعد للقاء ممثلي أرمن كاراباخ في مدينة يفلاخ الأذربيجانية. وشددت في الوقت نفسه على أن الهجوم الأذربيجاني سيستمر ما لم يحل أرمن كاراباخ هيئاتهم الحكومية وقواتهم المسلحة. وقالت وزارة الدفاع الأذربيجانية في وقت لاحق إن قواتها استولت على أكثر من 60 موقعًا عسكريًا ودمرت ما يصل إلى 20 مركبة عسكرية. ذكرت صحيفة أزغ الأرمنية ("الأمة") أن هناك مزاعم بأن أذربيجان استولت على قريتي شاركتار وجيتافان. وذكر مكتب المدعي العام الأذربيجاني أن القوات الأرمينية هاجمت شوشا بأسلحة من العيار الثقيل، مما أسفر عن مقتل مدني.
قالت سلطات آرتساخ إن العاصمة الفعلية للولاية، خانكندي، ومدن أخرى تعرضت لقصف شديد. وقال محقق حقوق الإنسان في آرتساخ، جيغام ستيبانيان، إن مدنيين اثنين، من بينهم طفل، قُتلا، بينما أصيب 11 آخرون، ثمانية منهم أطفال. وبحلول نهاية اليوم، أفادت آرتساخ بمقتل 27 شخصًا وإصابة أكثر من 200 آخرين.
قامت قوات حفظ السلام الروسية بإجلاء 500 شخص على الأقل. وأعلنت المتحدثة باسم وزارة الخارجية الروسية ماريا زاخاروفا أن المواد الغذائية والأدوية الروسية وصلت إلى آرتساخ عبر طريقي لاتشين وأغدام.

### 20 سبتمبر
أفادت مصادر أرمنية أن أزنافور ساغيان، عمدة مدينة خوجاوند، قُتل في هجوم أذربيجاني. وذكرت أنه قُتل برصاص قناص أذربيجاني. أفاد آزغ أن القوات الأذربيجانية استولت خلال هجومها على مستوطنات تشانكاتاغ، تشابار، شاركتار، جيتافان، كارمير شوكا، خاتشماش، ماشكالاشين، ساروشين شوش، وفاغوهاس. وقال رئيس آرتساخ سامفيل شهرامانيان "سيتعين على ناغورنو كاراباخ اتخاذ الخطوات اللازمة لضمان أمن السكان".
وافقت سلطات آرتساخ على اقتراح قدمته قوات حفظ السلام الروسية لوقف إطلاق النار اعتبارًا من الساعة 13:00 يوم 20 سبتمبر. وبموجب شروط الاتفاقية، وافقت حكومة آرتساخ على نزع سلاحها والدخول في محادثات مع حكومة أذربيجان بشأن إعادة دمج الإقليم.
ومن بين المطالب الأذربيجانية، كان هناك مطالبة أرتساخ وأرمينيا بتسليم قائمة بالأفراد إلى أذربيجان لمحاكمتهم، بما في ذلك القادة المدنيون والعسكريون السابقون والحاليون في آرتساخ. بدأت أعداد كبيرة من السكان الأرمن بالفرار من آرتساخ بعد إعلان وقف إطلاق النار.
ذكر العقيد إيفازوف Anar Eyvazov [الإنجليزية] المتحدث باسم وزارة الدفاع الأذربيجانية أنه خلال العملية سيطرت أذربيجان على 90 موقعًا قتاليًا. وقال إيفازوف أيضًا إن القوات الأذربيجانية استولت على سبع مركبات قتالية ودبابة واحدة وأربع قذائف هاون ومركبتين قتاليتين للمشاة من الوحدات العسكرية الأرمينية.
استمر قصف خانكندي حتى انقطعت الشبكة الكهربائية عن المدينة بعد عدة ساعات من دخول وقف إطلاق النار حيز التنفيذ. وبحسب بيان صادر عن وزارة الدفاع الروسية، قُتل عدد من جنود حفظ السلام بالقرب من قرية تشانكاتاغ في منطقة ترتر. وقد تعرضت سيارتهم للهجوم أثناء عودتهم من نقطة مراقبة. وعلى الرغم من أن وزارة الدفاع الروسية لم تذكر مَن قتل جنود حفظ السلام، إلا أن القادة الروس استدعوا القادة الأذريين لمعرفة ملابسات الحادث. وزعم موقع News.am أن جنود حفظ السلام قتلوا في القصف الأذربيجاني.
فاد دافيت دافتيان، عمدة ميتس شين، أن القرية لا تزال منطقة قتال نشطة ومحاصرة من قِبل القوات الأذرية. وذكر أيضًا أن القوات الأذربيجانية دمرت قرية يغتساهوغ قبل أن يجري إجلاء سكانها بالكامل.

## ردود الفعل

### أذربيجان
قال حكمت حاجييف، مستشار الرئيس الأذربيجاني إلهام علييف، إن حكومته لن تكون مستعدة للتحدث مع أرمن كاراباخ إلا بعد استسلامهم ونزع سلاحهم. وذكر أيضًا أن أذربيجان ليس لها هدف عسكري في أرمينيا.

### أرمينيا
صرح رئيس الوزراء الأرميني نيكول باشينيان أن القوات المسلحة الأرمنية لم تشارك في القتال وأن قواتها لم تتمركز في ناغورنو كاراباخ. كما أكد مجددًا أن الوضع على الحدود الأرمينية الأذربيجانية مستقر. وقال باشينيان أيضًا إن دافع أذربيجان للهجوم هو جر أرمينيا إلى مواجهة عسكرية. واتهمت وزارة الدفاع الأرمينية المسؤولين الأذربيجانيين بنشر معلومات مضللة، قائلة إنه لا توجد معدات أو أفراد عسكريون أرمينيون في ناغورنو كاراباخ. واتهمت وزارة الخارجية الأرمينية أذربيجان بشن “عدوان واسع النطاق” على كاراباخ. ودعت أرمينيا مجلس الأمن التابع للأمم المتحدة وروسيا إلى اتخاذ إجراءات من أجل إنهاء العملية العسكرية، فيما دعا باشينيان إلى اجتماع طارئ لمجلس الأمن القومي في البلاد.
تجمع مئات المتظاهرين في مسيرة خارج المباني الحكومية في العاصمة الأرمينية يريفان للتنديد باشينيان باعتباره متساهلًا مع أذربيجان وضعيفًا في ناغورنو كاراباخ، بما في ذلك ما وصفه باشينيان بدعوات للانقلاب وإقالته من منصبه. واستنكر باشينيان مثل هذه الدعوات قائلاً: "يجب ألا نسمح لأشخاص معينين وقوى معينة بتوجيه ضربة للدولة الأرمنية". وقد قوبل هؤلاء المتظاهرون بطوق من الشرطة، واشتبكوا مع الشرطة في محاولة لاقتحام مقر الحكومة. وتبادل المتظاهرون والشرطة الزجاجات والقنابل الصوتية وتحطمت العديد من نوافذ المباني. كما حاصر المتظاهرون السفارة الروسية في يريفان منتقدين رفض روسيا التدخل في الصراع. كان العديد من الحضور أعضاء منتخبين في مجلس مدينة يريفان، جرى انتخابهم قبل يومين خلال انتخابات مجلس مدينة يريفان 2023. بعد أن احتجت روسيا على افتقار سفارتها إلى الأمن وأثر ذلك على قدرة بعثتها الدبلوماسية، أرسل الشرطة الأرمينية قوات لتشكيل طوق حول السفارة، مما أدى إلى اشتباك بين المتظاهرين والشرطة. وبحسب ما ورد أصيب أكثر من 30 شخصًا في الاحتجاجات، التي استؤنفت في اليوم التالي.

### تركيا
عرض هاكان فيدان، وزير الخارجية، الدعم الدبلوماسي لأذربيجان، مشيرًا إلى أن عمليتهم العسكرية "مبررة" وأن "أذربيجان اتخذت الإجراءات التي تراها ضرورية على أراضيها السيادية". قال الرئيس التركي رجب طيب أردوغان في خطابه أمام الجمعية العامة للأمم المتحدة : "كما يعترف الجميع الآن، فإن كاراباخ هي أرض أذربيجانية. لن يُقبَل فرض وضع آخر [على المنطقة] أبدًا"، وأن "[تركيا] تدعم الخطوات التي اتخذتها أذربيجان - التي نعمل معها معًا بشعار أمة واحدة ودولتين - للدفاع عن وحدة أراضيها".

### روسيا
قالت المتحدثة باسم وزارة الخارجية الروسية ماريا زاخاروفا في بيان إن روسيا "تشعر بقلق عميق إزاء التصعيد الحاد". قال رئيس مجلس الأمن الروسي دميتري ميدفيديف إن روسيا لن تدافع عن أرمينيا من الهجوم الأذربيجاني، فيما انتقد بشدة رئيس الوزراء الأرميني باشينيان. يأتي هذا على الرغم من كون روسيا وأرمينيا عضوين في اتفاقية الدفاع المشترك لمنظمة معاهدة الأمن الجماعي، وتنشر روسيا عدة آلاف من الجنود في أرمينيا وناجورنو كاراباخ كقوات حفظ سلام.